# Tour de Beauce 2013
La 28ª edición de la competición ciclista Tour de Beauce se disputó desde el 11 al 16 de junio de 2013.
La carrera tuvo 6 etapas y 734 kilómetros de recorrido. La 3ª culminó en alto, en el Mont Mégantic, la 4ª fue la contrarreloj sobre 20 kilómetros y las últimas 2 etapas se realizaron en circuitos en las ciudades de Quebec y Saint-Georges.
Integró el calendario del UCI America Tour 2012-2013 dentro de la categoría 2.2 y fue la 19.ª carrera de dicha competición.

## Equipos participantes
Participaron 17 equipos de 7 ciclistas y 1 equipo de 6 ciclistas que es el Amore & Vita, formando un pelotón de 125 corredores. Los equipos que formaron el pelotón serán 3 de categoría Profesional Continental, 8 de categoría Continental, 6 amateurs y una selección de Canadá.
| Equipo                               | Categoría               |
| ------------------------------------ | ----------------------- |
| Team Novo Nordisk                    | Profesional Continental |
| UnitedHealthcare Pro Cycling Team    | Profesional Continental |
| Champion System Pro Cycling Team     | Profesional Continental |
| Bontrager Cycling Team               | Continental             |
| 5 Hour Energy                        | Continental             |
| Bissell Cycling                      | Continental             |
| Hincapie Sportswear Development Team | Continental             |
| Jamis-Hagens Berman                  | Continental             |
| Equipe Cycliste Ekoi - Devinci       | Continental             |
| Équipe Garneau-Québecor              | Continental             |
| Amore & Vita                         | Continental             |
| Team H&R Block                       | Amateur                 |
| Century Road Club                    | Amateur                 |
| Team Medique p/b Silber Investments  | Amateur                 |
| Norco Bicycles/Premier Tech          | Amateur                 |
| Astellas Oncology Cycling Team       | Amateur                 |
| Inteja Dominican Cycling Team        | Amateur                 |
| Selección de Canadá                  |                         |

## Etapas
| Etapa | Fecha       | Recorrido                             | Km       | Ganador           | Líder             |
| 1ª    | 11 de junio | Lac-Etchemin-Lac-Etchemin             | 165      | Jasper Stuyven    | Jasper Stuyven    |
| 2ª    | 12 de junio | Thetford Mines-Thetford Mines         | 152      | Guillaume Boivin  | Guillaume Boivin  |
| 3ª    | 13 de junio | Saint-Georges-Mont-Mégantic           | 164      | Francisco Mancebo | Francisco Mancebo |
| 4ª    | 14 de junio | Saint-Benoît-Labre-Saint-Benoît-Labre | 20 (CRI) | Joey Rosskopf     | Francisco Mancebo |
| 5ª    | 15 de junio | Circuito en Quebec                    | 126      | Marc de Maar      | Francisco Mancebo |
| 6ª    | 16 de junio | Circuito en Saint-Georges             | 107      | Diego Milán       | Nathan Brown      |

## Clasificaciones
Las clasificaciones culminaron de la siguiente manera:

### Clasificación general
| Posición | Ciclista          | Equipo              | Tiempo         |
| -------- | ----------------- | ------------------- | -------------- |
|          | Nathan Brown      | Bontrager           | 18h 12 min 8 s |
| 2        | Philip Deignan    | UnitedHealthcare    | a 36 s         |
| 3        | Christian Meier   | Selección de Canadá | a 44 s         |
| 4        | Francisco Mancebo | 5 Hour Energy       | a 1 min 23 s   |
| 5        | Matt Cooke        | Century Road Club   | a 1 min 31 s   |
| 6        | Benjamin Day      | UnitedHealthcare    | a 1 min 40 s   |
| 7        | Kirk Carlsen      | H&R Block           | a 2 min 13 s   |
| 8        | Lucas Euser       | UnitedHealthcare    | a 2 min 15 s   |
| 9        | Michael Woods     | Garneau-Quebecor    | a 2 min 19 s   |
| 10       | Chris Butler      | Champion System     | a 2 min 56 s   |

### Clasificación por puntos
| Posición | Ciclista       | Equipo              | Puntos |
| -------- | -------------- | ------------------- | ------ |
|          | Nathan Brown   | Bontrager           | 40     |
| 2        | Joey Rosskopf  | Hincapie Sportswear | 38     |
| 3        | Philip Deignan | UnitedHealthcare    | 36     |

### Clasificación de la montaña
| Posición | Ciclista         | Equipo        | Puntos |
| -------- | ---------------- | ------------- | ------ |
|          | Jonathan McCarty | Bissel        | 44     |
| 2        | James Stemper    | 5 Hour Energy | 31     |
| 3        | Jason McCartney  | Bissel        | 21     |

### Clasificación por equipos
| Posición | Equipo              | Tiempo           |
| -------- | ------------------- | ---------------- |
|          | UnitedHealthcare    | 54 h 39 min 48 s |
| 2        | Bissel              | a 7 min 13 s     |
| 3        | Hincapie Sportswear | a 9 min 13 s     |
| 4        | Jamis-Hagens Berman | a 10 min 17 s    |
| 5        | Selección de Canadá | a 10 min 21 s    |

## UCI America Tour
La carrera, al estar integrada al calendario internacional americano 2012-2013, otorgó puntos para dicho campeonato. El baremo de puntuación es el siguiente:
| Posición                    | 1.º | 2.º | 3.º | 4.º | 5.º | 6.º | 7.º | 8.º |
| Clasificación general final | 40  | 30  | 16  | 12  | 10  | 8   | 6   | 3   |
| Por etapa                   | 8   | 5   | 2   |     |     |     |     |     |
| Líder general por etapa     | 4   |     |     |     |     |     |     |     |

Los ciclistas que obtuvieron puntos fueron los siguientes:
| Ciclista            | Equipo              | Puntos por la clasificación final | Puntos de etapa | Puntos de líder | Total |
| ------------------- | ------------------- | --------------------------------- | --------------- | --------------- | ----- |
| Nathan Brown        | Bontrager           | 40                                | 5               | -               | 45    |
| Francisco Mancebo   | 5 Hour Energy       | 12                                | 8               | 12              | 32    |
| Philip Deignan      | UnitedHealthcare    | 30                                | -               | -               | 30    |
| Guillaume Boivin    | Selección de Canadá | -                                 | 13              | 4               | 17    |
| Christian Meier     | Selección de Canadá | 16                                | -               | -               | 16    |
| Matt Cooke          | Century Road Club   | 10                                | 5               | -               | 15    |
| Jasper Stuyven      | Bontrager           | -                                 | 10              | 4               | 14    |
| Diego Milán         | Inteja              | -                                 | 8               | -               | 8     |
| Marc de Maar        | UnitedHealthcare    | -                                 | 8               | -               | 8     |
| Joey Rosskopf       | Hincapie Sportswear | -                                 | 8               | -               | 8     |
| Kirk Karlsen        | H&R Block           | 6                                 | -               | -               | 6     |
| Luis Romero Amaran  | Jamis-Hagens Berman | -                                 | 5               | -               | 5     |
| Antoine Duchesne    | Bontrager           | -                                 | 5               | -               | 5     |
| Matthias Friedemann | Champion System     | -                                 | 5               | -               | 5     |
| Lucas Euser         | UnitedHealthcare    | 3                                 | 2               | -               | 5     |
| Oscar Clarke        | Hincapie Sportswear | -                                 | 2               | -               | 2     |
| Carter Jones        | Bissell             | -                                 | 2               | -               | 2     |
| Andrea Perón        | Novo Nordisk        | -                                 | 2               | -               | 2     |

1. 1 2  Guillaume Boivin y Christian Meier representaron a la selección de Canadá pero pertenecen a equipos ProTeam (Cannondale y Orica GreenEDGE), por lo cual sus puntos no van a la clasificación del UCI America Tour.